# Волков, Виктор Григорьевич
Виктор Григорьевич Волков (род. 2 марта 1953, Ворошилов, Приморский край) — советский и российский кинорежиссёр, сценарист, актёр и продюсер.

## Биография
В 1978 году окончил режиссёрский факультет ВГИКа (мастерская Ю. Егорова) и приступил к работе на киностудии имени М. Горького.
Как режиссёр начинал с сюжетов для киножурнала «Ералаш» и короткометражного фильма «Опасные пустяки».
В 1982 году снял картину «Колыбельная для брата», получившую несколько призов на Всесоюзных кинофестивалях.
Сняв фильмы «Танцы на крыше» (1985), «Публикация» (1988) и «Шоу-бой» (1991), в 1993 году учреждает независимую кинокомпанию «Виктория» и становится его генеральным директором.
В дальнейшем снимает картины «Триста лет спустя» (1994), «Три сестрички» (2002), «Жизнь — поле для охоты» (2005) и «Трое с площади Карронад» (2008).
В 1994 году продюсирует фильмы «Вальсирующие наверняка» и «Триста лет спустя».
Является автором и соавтором сценариев к фильмам «Шоу-бой», «Триста лет спустя», «Три сестрички», «Трое с площади Карронад» и «Апперкот для Гитлера».

## Фильмография

### Режиссёр
- 1975 — Эстафета
- 1980 — Один на один
- 1982 — Колыбельная для брата
- 1983 — Опасные пустяки
- 1985 — Танцы на крыше
- 1988 — Публикация
- 1991 — Шоу-бой
- 1994 — Триста лет спустя
- 2002 — Три сестрички
- 2005 — Жизнь — поле для охоты
- 2008 — Трое с площади Карронад

### Сценарист
- 1980 — Один на один
- 1991 — Шоу-бой
- 1994 — Триста лет спустя
- 2002 — Три сестрички
- 2008 — Трое с площади Карронад
- 2016 — Апперкот для Гитлера

### Актёр
- 1974—1977 — Хождение по мукам — Мельшин

### Продюсер
- 1994 — Вальсирующие наверняка
- 1994 — Триста лет спустя